# Pleyber-Christ
Pleyber-Christ é uma comuna francesa na região administrativa da Bretanha, no departamento Finisterra. Estende-se por uma área de 45,61 km². Em 2010 a comuna tinha 3 237 habitantes (densidade: 71 hab./km²).